# المهبل الصناعي: الاقتصاد السياسي لتجارة الجنس العالمية (كتاب)
المهبل الصناعي: الاقتصاد السياسي لتجارة الجنس العالمية هو كتاب نُشر عام 2008 عن الدعارة وصناعة الجنس للعالمة السياسية شيلا جيفريز. لقي الكتاب ملاحظات إيجابية، مشيدًا بمجهودات جيفريز لتغطية العديد من الجوانب المختلفة لتجارة الجنس.

## نبذة عن الكتاب
تناقش جيفريز في كتابها الدعارة وصناعة الجنس. كتبت أن الدعارة أصبحت «سوقًا عالميًا مزدهرًا ومربحًا للغاية».

## تاريخ النشر
تشرت دار روتليدج الكتاب في عام 2009.

## الانطباعات
حظي الكتاب بمراجعات إيجابية من النسوية جولي بيندل في صحيفة الغارديان، والباحثة في دراسات المرأة سارة نيلسون، والباحثة في مجلة أبحاث الجنس ميندي مين. تمت مراجعة الكتاب أيضًا من قبل ناتالي بورسيل الباحثة في النسوية وعلم النفس، وفيديامالي ساماراسينغ الباحثة في مجال الجنس والمجتمع، ونيكولا سميث في مجلة الاقتصاد السياسي الدولي، وناقشته كيت هولدن في مجلة مينجين.
كتبت بيندل أن «قوة عمل جيفريز الجديد تكمن فقط في عدد جوانب صناعة الجنس التي تغطيها وفهمها لتقاطعاتها». نسبت نيلسون الفضل لجيفريز في إظهار «الطرق التي تجرّم الحكومات عبرها تجارة الجنس» وخلصن إلى أن «كتابها الاستفزازي... يجب أن يقرأه أي شخص مهتم بالدراسات حول النوع الاجتماعي، والحركة النسائية، والعولمة، والاقتصاد، وعلم الاجتماع، والثقافة، والدراسات التاريخية.» كما قيل عن الكتاب من قبل A.K في مجلة (The Contemporary Review) عن الكتاب «أنه خرج في الوقت المناسب، إلا أنه كان للأسف صادمًا، وللأسف ضروري». ويرجع الفضل إلى جيفريز في مناقشة «الجوانب المتداخلة بشكل معقد لصناعة الجنس العالمية» على نطاق أوسع من أي مؤلف آخر، مع «التركيز على مجموعة واسعة من القضايا ودمج البيانات التجريبية من جميع أنحاء العالم حول كل جانب من جوانب الصناعة»، ومع توثيق دقيق للموضوع. كما أثنت على «أسلوب الكتابة النسوية الراديكالي غير المعترف به».

### كتب
- Jeffreys، Sheila (2009). The Industrial Vagina: The Political Economy of the Global Sex Trade. London: روتليدج. ISBN:978-0-415-41233-9.

### صحف
- Holden، Kate (2011). "Sex work and feminism". Meanjin. ج. 70 ع. 2.  – via EBSCO's Academic Search Complete (التسجيل مطلوب)
- K.، A. (2011). "The Industrial Vagina: The Political Economy of the Global Sex Trade". The Contemporary Review. ج. 291 ع. 1694.  – via EBSCO's Academic Search Complete (التسجيل مطلوب)
- Menn، Mindy (2010). "One Man's Pleasure is Another Woman's Abuse: Analyzing the Global Sex Industry from a Feminist Perspective". Journal of Sex Research. ج. 47 ع. 4. DOI:10.1080/00224490903200114.  – via EBSCO's Academic Search Complete (التسجيل مطلوب)
- Nelson، Sarah (2011). "In Brief". Women's Studies. ج. 38 ع. 4.  – via EBSCO's Academic Search Complete (التسجيل مطلوب)
- Purcell، Natalie (2010). "Book review. The Industrial Vagina: The Political Economy of the Global Sex Trade". النسوية وعلم النفس. ج. 20 ع. 4.  – via EBSCO's Academic Search Complete (التسجيل مطلوب)
- Samarasinghe، Vidyamali (2011). "Book Review: Economies of Desire: Sex and Tourism in Cuba and the Dominican Republic and The Industrial Vagina: The Political Economy of the Global Sex Trade". Gender & Society. ج. 25 ع. 5.  – via EBSCO's Academic Search Complete (التسجيل مطلوب)
- Smith، Nicola J. (2011). "The international political economy of commercial sex". Review of International Political Economy. ج. 18 ع. 4.  – via EBSCO's Academic Search Complete (التسجيل مطلوب)

### مقالات
- Bindel، Julie (12 نوفمبر 2008). "'Marriage is a form of prostitution'". الغارديان. مؤرشف من الأصل في 2019-01-25. اطلع عليه بتاريخ 2013-07-10.